# フェラーリ・F92A
フェラーリ・F92A (Ferrari F92A) は、スクーデリア・フェラーリが1992年のF1世界選手権参戦用に開発したフォーミュラ1カー。1992年の開幕戦から最終戦まで実戦投入された。フェラーリでの開発コードナンバーは「644」。
シーズン中盤の第12戦ベルギーGPより改良型のフェラーリ・F92ATが投入された。

## 概要
F92Aは、スティーブ・ニコルズとジャン＝クロード・ミジョーが設計し、ニコルズの離脱後チームに復帰したハーベイ・ポスルスウェイトが改修を行った。
最大の特徴は「ダブルデッキ」もしくは「ダブルフロア」と呼ばれる二重底設計である。通常は連結しているサイドポンツーンとアンダーパネルを切り離し、サイドポンツーンを持ち上げてアンダーパネルとの間に隙間を作った。その隙間を通してリアエンドにより多くの気流を送り込み、ディフューザーの排出効率を高める狙いだった。サイドポンツーンのインテークはジェット戦闘機のように左右に張り出し、シャーシとの間のスペースから気流がダブルデッキ内に流れ込むようにした。このインテークの造型は1996年のF310でも採用された。
ノーズは若干リフトした2点吊り下げ式のハイノーズとなった。フロントサスペンションは639以来のトーションバー・スプリングを止め、単一のスプリング / ダンパーユニットで制御するモノショック方式となった。
フェラーリでは1987年よりスピードライン製のマグホイールを採用してきたが、このF92AよりBBSジャパン製マグネシウム鍛造ホイールを採用。以後長く続くパートナーシップの最初のマシンとなった。

### F92AT
シーズン開幕当初、F92AのセミATギアボックスは6速縦置き式だった。F92ATはこれを新開発の7速ギアボックスに刷新したもので、シャーシレイアウトは横置きにされた。F92ATの"T"は312Tシリーズと同じく、イタリア語で「横の」を意味するTrasversaleから付けられた。
第5戦サンマリノGPから予選用マシンとして使用され、第12戦ベルギーGPからは決勝レースでも使用された。

## 1992年シーズン
ドライバーはフェラーリでの2年目を迎えるジャン・アレジと、レイトンハウスより移籍したイタリアン・ドライバー、イヴァン・カペリの二人を起用した。
決勝レースでの完走率は低く、アレジが第4戦スペインGP・第7戦カナダGPにて3位表彰台を獲得したのがF92Aの最高位となり、カペリは第3戦ブラジルGPの5位・第11戦ハンガリーGPの6位と入賞2回のみに低迷した。チームは第14戦ポルトガルGP後にカペリを解雇し、テストドライバーだったニコラ・ラリーニを起用した。ラリーニは残り2戦でアクティブサスペンション仕様のF92ATをテストし、翌シーズンへの先行開発を担当した。
1992年は前年に続き1勝も出来ず、コンストラクターズ獲得ポイントはわずか21点（ウィリアムズ・ルノーの1/8）。F92Aはフェラーリ低迷期を象徴するマシンとなってしまった。
ラジカルな設計のダブルデッキだったが、ラジエータなどの補器類の搭載位置が高くなった結果、重心位置が上昇してナーバスな操縦性を生むことになった。また、新設計のエンジンの信頼性が低く、A〜Gタイプまで改修が繰り返された。マシンの問題については、後年のインタビューでアレジとミジョーが語っている。
空力部門を主に担当したミジョーは「F92Aはウエットコンディションの中でも、グリップ力が高かった」と長所も語っているが、「エンジンがF92Aの最大の問題であることは、誰にとっても明確だと思った。しかし、低迷の原因は空力にあるというように言われてしまったんだ」と語り、F92ATでギアボックスを横置きへ変更したことで横幅を占有されダブルデッキの効果は更に低下してしまったことや、ブローバイといったエンジンのトラブルの対処の失敗といった設計は間違っていなかったがシーズン中の開発の迷走が影響したと語っている。
ドライバーを務めたアレジも、ミジョーと同じくF92Aの最大の問題はエンジンだったと述べている。開幕前テストではフロア剛性の問題の方がクローズアップされ「初走行でわかったのはフロアの剛性が足りなくて、たわんでしまうことが問題だった。そのせいで空力に悪影響が出て、風洞で計測した値とズレが生じていた」と言う事実はあったが、フェラーリTipo 040エンジンが「走行中にむやみやたらとオイルを吹く」ため、対応策として予備のオイルタンクを搭載し通常の倍量のエンジンオイルを搭載していた点、オイルポンプがよく壊れたことなどを明らかにしており、「ぶっちゃけて言ってしまえば、この年のフェラーリがもし（ベネトン・B192が搭載していた）コスワースのエンジンを搭載していたら、何勝か挙げていた」と発言するほど同年のV12エンジンに批判的な見解を示し、「ウエット路面では（空力は）それほど悪くなかった」とフロアの基本設計は悪くなかったとしてミジョーを一部擁護している。
これらの要因から、前年から続くチーム内の内紛がさらに悪化し、アレジによればエンジン部門とシャシー部門の責任のなすりつけ合いが常態化していたという。前述の通りシーズン途中でギアボックスが横置きに変更されたのも、エンジン部門が自らの責任を認めず、問題の原因をシャシー部門に押し付けたのが理由だとされる。
フロントに採用したモノショックは構造の単純化とロール防止の役割があったものの、ショックアブソーバー周りの構造にも問題があり他車より抵抗がかかっていた。車体はピッチングに対して空力的に敏感であったためフロントはガチガチに固くセッティングされ、アレジはなんとか乗りこなしたがカペリはまともに乗りこなせなかった。

## その後
F92Aの65度V12エンジンは、ロードカーF50（1995年）のエンジンのベースとなった。
1992年当時はF92Aの戦績が振るわなかったことから、ダブルデッキの効果も注目されなかったが、十数年後にはレギュレーションでディフューザーの形状が制限されるようになると、ディフューザーの効率を上げようと各チームがこぞってサイドポンツーンの側下部をえぐりとったデザインを採用するようになった、特に2011年から2012年のスクーデリア・トロ・ロッソのSTR6、STR7はえぐりが大きく、サイドポンツーンとアンダーフロアの間に空間が大きく取られ、F92Ａのデザインに近づいており、ジャーナリストによってはダブルデッキと称していた。
これ以前でサイドポンツーンの側面下部をえぐるアイデアはF92Aの2年後の1994年に412T1で採用されるも412T1Bへ大規模改修時にお蔵入り後、2003年のF2003-GAで復活させ、2006年のエンジン2.4L-V8化でラジエータ容量に余裕が出た段階で各チームが側面下部をえぐるデザインを模倣するようになった。
アレジは1992年末にゲルハルト・ベルガーをチームメイトに迎える代償として、F92Aのマシン一式を受け取ったことを明らかにしている。ただし、「一度も（受け取ったマシンを）走らせたことはない」と述べている。

## スペック

### シャーシ
- シャーシ名 F92A（F92AT）
- ホイールベース 2,925 mm
- フロントトレッド 1,810 mm
- リアトレッド 1,678 mm
- ギアボックス (F92A) フェラーリ 6速＋リバース1速 セミオートマチック 縦置き
- ギアボックス (F92AT) フェラーリ 7速＋リバース1速 セミオートマチック 横置き
- タイヤ グッドイヤー

### エンジン
- エンジン名 フェラーリTipo040 (E1A-92〜E1G-92)
- 気筒数・角度 V型12気筒・65度
- 排気量 3,497cc
- スパークプラグ チャンピオン
- 燃料 アジップ
- 潤滑油 アジップ

## 記録
| 年   | マシン | No. | ドライバー | 1   | 2   | 3   | 4   | 5   | 6   | 7   | 8   | 9   | 10  | 11  | 12  | 13  | 14  | 15  | 16  | ポイント | ランキング |
| 年   | マシン | No. | ドライバー | RSA | MEX | BRA | ESP | SMR | MON | CAN | FRA | GBR | GER | HUN | BEL | ITA | POR | JPN | AUS | ポイント | ランキング |
| ---- | ------ | --- | ---------- | --- | --- | --- | --- | --- | --- | --- | --- | --- | --- | --- | --- | --- | --- | --- | --- | -------- | ---------- |
| 1992 | F92A   | 27  | アレジ     | Ret | Ret | 4   | 3   | Ret | Ret | 3   | Ret | Ret | 5   | Ret |     |     |     |     |     | 21       | 4位        |
| 1992 | F92A   | 28  | カペリ     | Ret | Ret | 5   | 10  | Ret | Ret | Ret | Ret | 9   | Ret | 6   |     |     |     |     |     | 21       | 4位        |
| 1992 | F92AT  | 27  | アレジ     |     |     |     |     |     |     |     |     |     |     |     | Ret | Ret | Ret | 5   | 4   | 21       | 4位        |
| 1992 | F92AT  | 28  | カペリ     |     |     |     |     |     |     |     |     |     |     |     | Ret | Ret | Ret |     |     | 21       | 4位        |
| 1992 | F92AT  | 28  | ラリーニ   |     |     |     |     |     |     |     |     |     |     |     |     |     |     | 12  | 11  | 21       | 4位        |

## 参照
1. ↑  Zapelloni, Umberto. Formula Ferrari. Hodder & Stoughton. pp. p. 220. ISBN 0-340-83471-4
2. ↑  Ferrari F92A StatsF1
3. ↑  ピスタ・ディ・フィオラノがフェラーリを復活させる 歴代レコードラップタイム　FUJI TVオフィシャルF1ハンドブックコンストラクターズ 25頁 フジテレビ出版/扶桑社 1993年7月30日発行
4. ↑  「BBS」飽くなき性能を追い求めたクロススポークがフェラーリF1の連勝記録を足もとから支えた CARSMEET.web 2020年10月11日
5. 1 2 3 4 5 6 7 8  ジャン・アレジが語る1992年のフェラーリ。「F92Aにコスワース・エンジンが搭載されていたら勝てていた！」www.as-web.jp（2021年6月8日）2021年8月10日閲覧。
6. 1 2  “実は大きな可能性を秘めていた……フェラーリF92Aが”駄馬”と言われた本当の理由”. jp.motorsport.com. 2020年8月20日閲覧。
7. ↑  "期待を込めて". Ferrari.com. 2013年2月27日閲覧。